# Hestia

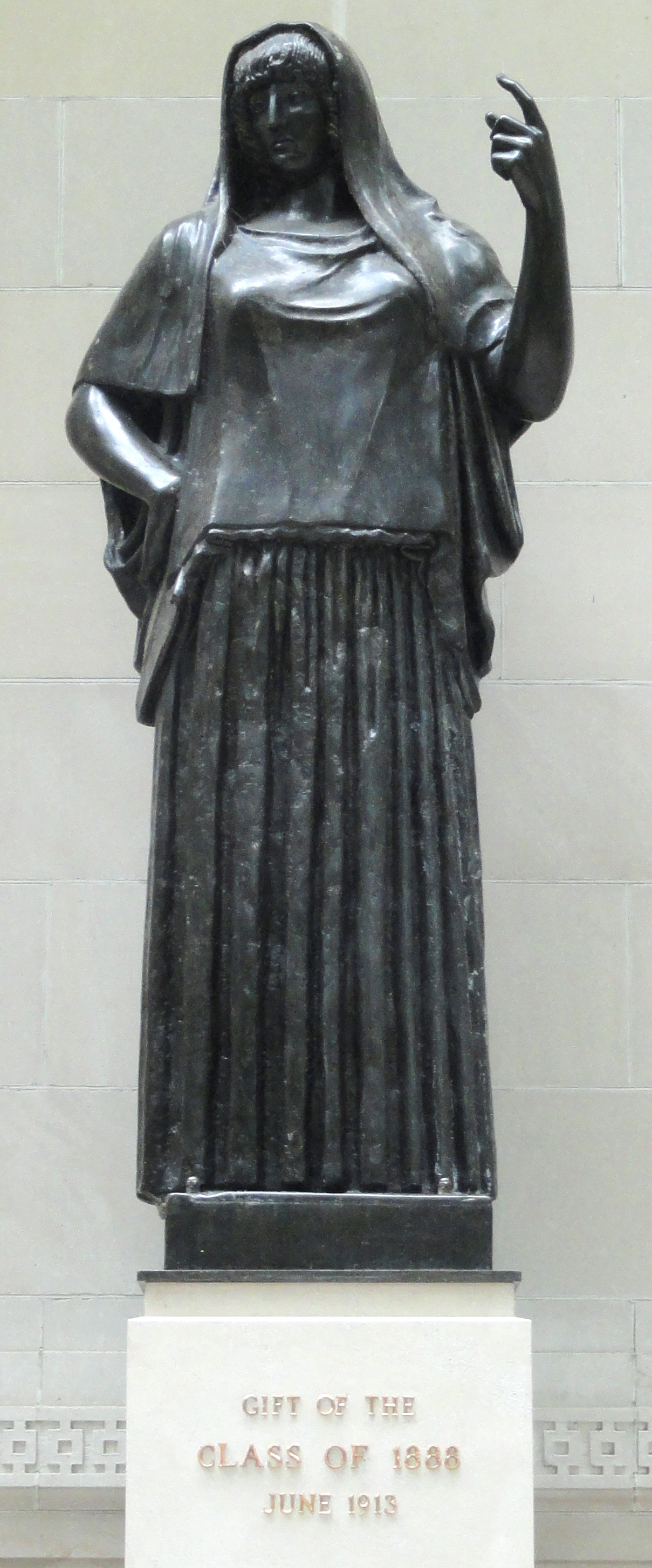
Bogini ogniska domowego

Hestia (stgr. Ἑστία Hestía ‘ognisko domowe’, łac. Vesta) – w mitologii greckiej córka Kronosa i Rei, siostra Zeusa, Demeter i Hery oraz Posejdona i Hadesa. Ślubowała dziewictwo, jak Artemida. Opiekunka ogniska domowego, podróżnych, nowożeńców i sierot. Hestia reprezentowała moralną ideę czystości i trwałości rodzinnego życia.
Chcieli ją poślubić Posejdon i Apollo, bogini jednak ślubowała dziewictwo, nie miała własnej rodziny. W każdym domu w megaronie, między czterema słupami znajdowało się ognisko domowe, które było świątynią Hestii.
Gmina, miasto lub państwo były rozszerzoną rodziną, w budynkach publicznych płonęło święte ognisko, ogień wieczny, ciągle podsycany, aby nie zgasł.
Każde nowo narodzone dziecko, piątego dnia po urodzeniu, obnoszono dookoła ogniska oddając je Hestii w opiekę. Matka panny młodej rozpalała pierwszy raz ogień w nowym domu płomieniem pochodzącym z jej własnego domu lub ze świętego ogniska. Wyprawiający się w celu założenia nowej kolonii zabierali ogień z tego ogniska dla podtrzymania łączności z ojczyzną. Gość przychodząc do domu, w którym nie był mile widziany, musiał złapać się krawędzi ogniska. Odtąd gospodarze nie mogli mu nic zrobić.
Kult Hestii miał rodowód praindoeuropejski. Jest to przypuszczalnie jedno z najstarszych bóstw europejskich. Odpowiednikiem Hestii w mitologii rzymskiej jest Westa.
Hestia należała do bogów olimpijskich. Była ona najłagodniejszym z bogów i nigdy nie brała udziału w ich sporach. Nigdy nie schodziła także na Ziemię (cały czas pozostawała na Olimpie). Była najstarszą z córek i to ją, jako pierwszą, połknął Kronos. Według niektórych źródeł oddała swoje miejsce na Olimpie Dionizosowi, ponieważ chciała opiekować się świętym ogniem na Ziemi.
Imieniem bogini została nazwana jedna z planetoid – (46) Hestia.
Jej atrybutami była pochodnia, ognisko, płomień.
Hestia nie potrzebowała świątyń, jej świątynią był każdy dom, a ołtarzem ognisko domowe.
Jeśli już postawiono jej pomnik przedstawiana była w pozycji stojącej lub siedzącej jako poważna matrona, spokojna, o łagodnym spojrzeniu.